# LP 40-365
LP 40-365 — зоря, білий карлик, що знаходиться у сузір'ї Мала Ведмедиця на відстані 977 св. років від Землі. Зоря рухається з великою швидкістю. Відрізняється досить незвичайним елементарним складом — в неї відсутній водень, гелій та вуглець. На думку вчених, зоря вижила після вибуху наднової зорі у бінарній системі. Як правило, наднова руйнує сусідні зорі. Але у випадку вибуху слабкої потужності (типу Iax), наднова руйнує лише зовнішній шар зорі-компаньйона, та надає їй прискорення.